# 廣東省財政廳大樓
廣東省財政廳大樓，是广东省广州市的一座著名政府部門建築物，位于北京路北端，大楼為仿西方古典折衷主义风格。首期工程建成于1919年。1949年后成立的广东省人民政府财政厅，仍延續使用此栋建筑。1978年，进行过整体维修。1993年，广州市人民政府以“广东省财政厅大楼”之名，公布为广州市文物保护单位。2002年，广东省人民政府将之以“广东财政厅旧址”之名，列入第四批广东省文物保护单位。

## 历史
廣東省財廳所在地在隋初為廣州刺史署，刺史署前的南北大道（今北京路）為時廣州城的中軸線，直達南門。唐代改為嶺南道署（嶺南道中央機關），時官署建築南至今中山四路、北至今正南路北段，為嶺南地區最大官署。
南漢開朝，原廣州都督兼嶺南節度使劉岩，就在督府（嶺南道署）宣布建立南漢王朝，唐都府升格為南漢乾初殿，為南漢政權中心。
宋朝，改為廣東經略安撫使署和清海軍都督府。元代，改為廣東宣慰使司都元帥府。明清两代，朝廷在此設广东承宣布政使司（即藩司衙门，简称藩署）的官署，為全省中樞機關。其前地称藩署前，在晚清时是花市所在：
|  | 花市在藩形署前，岁除犹盛。 |

后花市向南延伸，成双门底花市，有记载道：
|  | 每届年暮，广州城内双门底卖吊钟花与水仙花成市，如云如霞，大家小户售供座几，以娱岁华。 |

中华民国成立后，于1915年开始在此处建设广东省财政厅的办公大楼。建造工程分为两期，1915年奠基后，历经四年，首期工程完成，建成大楼首三层。之后的第二期工程完成了大楼的第四、五层与穹顶。
民國十年(1921年)4月13日，孫中山在財廳與國會議員舉行茶話會；4月24日，孫中山在財廳歡迎援閩粵軍凱旋歸來；5月5日，孫中山宣誓就任非常大總統後，在財政廳陽臺檢閱慶祝遊行的隊伍。
1922年6月12日，孫中山先生在財政廳舉行新聞記者會，指責陳炯明反對北伐。

## 建築
財廳大樓整體為仿歐洲古典建築風格的鋼筋混凝土結構建築。坐北向南，高28．57米、面宽37．14米，平面呈凹形。地下作基座處理，開平緩的旋拱。原一、三层为钢筋混凝土楼板，二、四、五层木楼板。沿花崗石階梯上二樓，正面大門有仿羅馬多立克式柱，雙柱和方壁柱貫通到三樓簷部。三樓起拱券廊，四樓起雙柱承托簷部。二樓內正中有螺旋形梯，樓頂女兒牆線腳與大樓頂簷沿線相協調。三樓東西兩頭設有陽臺。
1978年进行過加固维修，原木楼板全替換為混凝土楼面，原前廊和东西廊的隔墙均被拆除，外墙的窗换铝合金钢窗，外墙正中门顶的山花亦被拆除，外墙改抹水刷石米。

## 图片
- 旧照
- 建筑细节
- 门前左侧石狮子，与广东省文物保护单位标牌
- 门前右侧石狮子，与广州市文物保护单位标牌